# Preilack

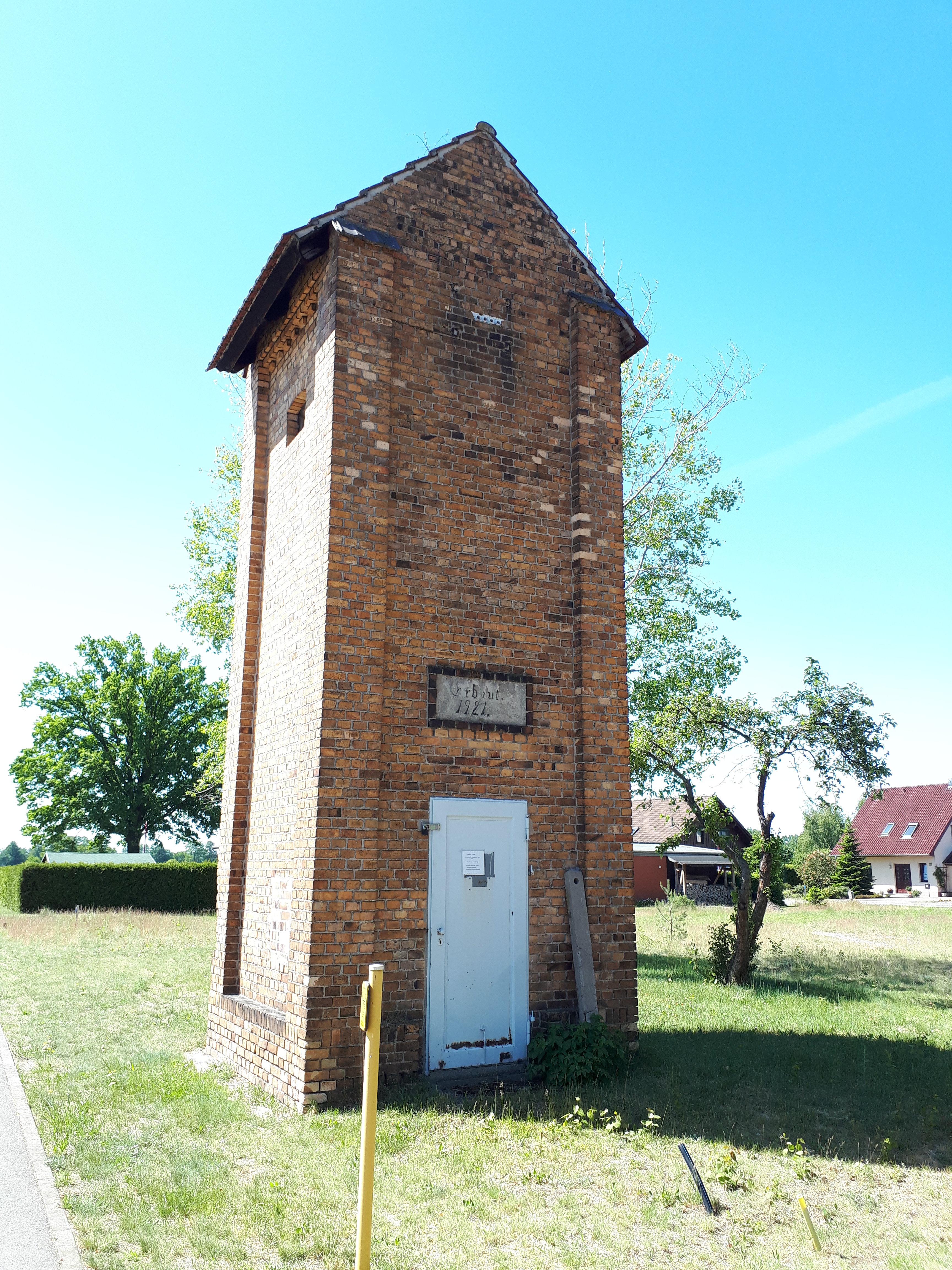
Unter Denkmalschutz stehendes Transformatorenhaus in Preilack

Preilack, niedersorbisch Pśiłuk, ist ein Ortsteil der Gemeinde Turnow-Preilack im Landkreis Spree-Neiße in Brandenburg. Bis zur Zusammenlegung mit der Gemeinde Turnow am 31. Dezember 2001 war Preilack eine eigenständige Gemeinde, die vom Amt Peitz verwaltet wurde.

## Lage
Preilack ist Teil der Niederlausitz und liegt am südlichen Rand der Lieberoser Heide, rund 15 Kilometer nordöstlich von Cottbus und 20 Kilometer südwestlich von Guben. Die Gemarkung des Ortsteils grenzt im Norden an Staakow, im Osten an Tauer, im Süden an die Stadt Peitz mit der Gubener Vorstadt und im Nordwesten an die Stadt Lieberose. Preilack liegt an der Landesstraße 50 zwischen Cottbus und Guben. Die Bundesstraße 168 (Cottbus–Beeskow) liegt knapp drei Kilometer von Preilack entfernt.
Preilack gehört zum amtlichen Siedlungsgebiet der Sorben/Wenden in Brandenburg. Nördlich des Ortes erstreckt sich die Lieberoser Heide, südlich liegt das Naturschutzgebiet Peitzer Teiche mit dem Teichgebiet Bärenbrück und Laßzinswiesen.

## Geschichte
Preilack wurde erstmals 1587 als „Preylangk“ urkundlich erwähnt. 1652 wurde der Name „Preylagk“ genannt. Der Ortsname stammt aus der sorbischen Sprache und bedeutet „Siedlung am Luch“. Preilack gehörte zur Herrschaft Cottbus und ist somit ein historisch markbrandenburgisches Dorf, das in einer vom Kurfürstentum Sachsen umgebenen Exklave lag. Im Dreißigjährigen Krieg wurde Preilack 1641 von schwedischen Truppen in Brand gesteckt. Das Dorf verfügt über eine Chauseegeldhebestelle und einen preußischen Rundmeilenstein, was darauf hindeutet, dass Preilack an einer wichtigen Verkehrsstraße gelegen haben muss.
Mit dem Tilsiter Frieden kam Preilack im Jahr 1807 an das Königreich Sachsen. 1813 wurde das Gebiet wieder preußisch besetzt. Im Zuge der auf dem Wiener Kongress beschlossenen Teilung des Königreiches Sachsen kam Preilack wieder zum Königreich Preußen und dort zum Regierungsbezirk Frankfurt der Provinz Brandenburg. Bei der im folgenden Jahr durchgeführten Gebietsreform wurde Preilack dem Kreis Cottbus zugeordnet. Anfang der 1840er-Jahre lebten in Preilack 224 Einwohner in 40 Gebäuden. Kirchlich gehörte der Ort zu Peitz. Bis 1864 stieg die Einwohnerzahl von Preilack auf 343. Zum Ort gehörten zu diesem Zeitpunkt eine Windmühle und vier ausgebaute Gehöfte. Bei der Volkszählung vom 1. Dezember 1871 hatte die Landgemeinde Preilack 345 Einwohner in 68 Familien und einem Einzelhaushalt. Von den Einwohnern waren 167 Männer und 178 Frauen; 91 Einwohner waren Kinder unter zehn Jahren und alle Einwohner waren evangelisch-lutherischer Konfession.
Laut Arnošt Muka waren 1884/85 alle 396 Einwohner der Landgemeinde Preilack Sorben. 1886 wurde der Kreis Cottbus in Landkreis Cottbus umbenannt. Am 1. Dezember 1910 zählte die Landgemeinde Preilack 371 Einwohner. Nach dem Ende des Zweiten Weltkrieges lag Preilack weiterhin im Landkreis Cottbus und kam in die Sowjetische Besatzungszone.
Ab 1947 gehörte die Gemeinde zum in der SBZ gegründeten Land Brandenburg, das ab 1949 in der DDR zunächst weiter bestand. Bei der Gebietsreform am 25. Juli 1952 wurden die Landkreise und Länder aufgelöst und die Bezirke neu gegründet, dabei wurde Preilack dem Kreis Cottbus-Land im Bezirk Cottbus zugeordnet. 1956 hatten laut Arnošt Černik noch 56,7 Prozent der Einwohner von Preilack Sorbischkenntnisse. Nach der Wiedervereinigung lag Preilack zunächst im Landkreis Cottbus in Brandenburg, im Jahr 1992 schloss sich die Gemeinde zur Erledigung ihrer Verwaltungsgeschäfte dem Amt Peitz an. Der Landkreis Cottbus ging am 6. Dezember 1993 im neuen Landkreis Spree-Neiße auf. Am 31. Dezember 2001 schlossen sich Preilack und die Nachbargemeinde Turnow auf freiwilliger Basis zu der neuen Gemeinde Turnow-Preilack zusammen.

## Bevölkerungsentwicklung
| Jahr | Einwohner |
| ---- | --------- |
| 1875 | 331       |
| 1890 | 378       |
| 1910 | 371       |

| Jahr | Einwohner |
| ---- | --------- |
| 1925 | 384       |
| 1933 | 400       |
| 1939 | 411       |

| Jahr | Einwohner |
| ---- | --------- |
| 1946 | 566       |
| 1950 | 545       |
| 1964 | 412       |

| Jahr | Einwohner |
| ---- | --------- |
| 1971 | 402       |
| 1981 | 341       |
| 1985 | 338       |

| Jahr | Einwohner |
| ---- | --------- |
| 1989 | 332       |
| 1995 | 366       |
| 2000 | 401       |

Gebietsstand des jeweiligen Jahres, ab 1964 mit der Waldsiedlung